# Luis Morao Andreazza
Luis Morao Andreazza (Vedelago, 26 giugno 1939) è un vescovo cattolico e missionario italiano, dal 14 luglio 2016 vescovo emerito di Chalatenango.

## Biografia
Luis Morao Andreazza è nato a Vedelago il 26 giugno 1939.

### Formazione e ministero sacerdotale
Il 17 settembre 1964 ha emesso la professione solenne nell'Ordine dei frati minori. Il 29 giugno 1966 è stato ordinato presbitero. Dal 1967 al 1984 è stato missionario nelle Filippine e, per un periodo, segretario provinciale delle missioni francescane a Venezia. Dal 1985 al 1988 è stato missionario in Guatemala. Dal 1988 è missionario in El Salvador. Dal 1988 al 1997 ha operato nella diocesi di San Miguel. Dal 19 giugno 1997 al 12 novembre 2003 è stato amministratore apostolico sede vacante et ad nutum Sanctae Sedis dell'ordinariato militare in El Salvador.

### Ministero episcopale
Il 12 novembre 2003 papa Giovanni Paolo II lo ha nominato vescovo ausiliare di Santa Ana e titolare di Tullia. Ha ricevuto l'ordinazione episcopale il 17 gennaio successivo dal vescovo di Santa Ana Romeo Tovar Astorga, co-consacranti l'arcivescovo Giacinto Berloco, nunzio apostolico in El Salvador e Belize, e l'arcivescovo metropolita di San Salvador Fernando Sáenz Lacalle.
Il 21 aprile 2007 papa Benedetto XVI lo ha nominato vescovo di Chalatenango.
Nel febbraio del 2008 ha compiuto la visita ad limina.
Il 14 luglio 2016 lo stesso papa Benedetto XVI ha accettato la sua rinuncia al governo pastorale della diocesi per raggiunti limiti di età.

## Genealogia episcopale
La genealogia episcopale è:
- Cardinale Scipione Rebiba
- Cardinale Giulio Antonio Santori
- Cardinale Girolamo Bernerio, O.P.
- Arcivescovo Galeazzo Sanvitale
- Cardinale Ludovico Ludovisi
- Cardinale Luigi Caetani
- Cardinale Ulderico Carpegna
- Cardinale Paluzzo Paluzzi Altieri degli Albertoni
- Papa Benedetto XIII
- Papa Benedetto XIV
- Papa Clemente XIII
- Cardinale Marcantonio Colonna
- Cardinale Giacinto Sigismondo Gerdil, B.
- Cardinale Giulio Maria della Somaglia
- Cardinale Carlo Odescalchi, S.I.
- Cardinale Costantino Patrizi Naro
- Cardinale Lucido Maria Parocchi
- Papa Pio X
- Papa Benedetto XV
- Papa Pio XII
- Cardinale Eugène Tisserant
- Papa Paolo VI
- Cardinale Agostino Casaroli
- Arcivescovo Francesco De Nittis
- Vescovo Romeo Tovar Astorga, O.F.M.
- Vescovo Luis Morao Andreazza, O.F.M.